# Walter Werginz
Walter Werginz   (Klagenfurt, 18 de febrer de 1913 - 21 de març de 1944) fou un futbolista austríac que va competir durant la dècada de 1930.
El 1936 va prendre part en els Jocs Olímpics d'Estiu de Berlín, on guanyà la medalla de plata en la competició de futbol. Va jugar els quatre partits com a davanter i va marcar dos gols. A nivell de clubs jugà al Klagenfurter FC, WSV Donawitz, Salzburger AK 1914 i FG Salzburg.
Va morir el març de 1944 en acció durant la Segona Guerra Mundial al Front Oriental.